# Robert Neild

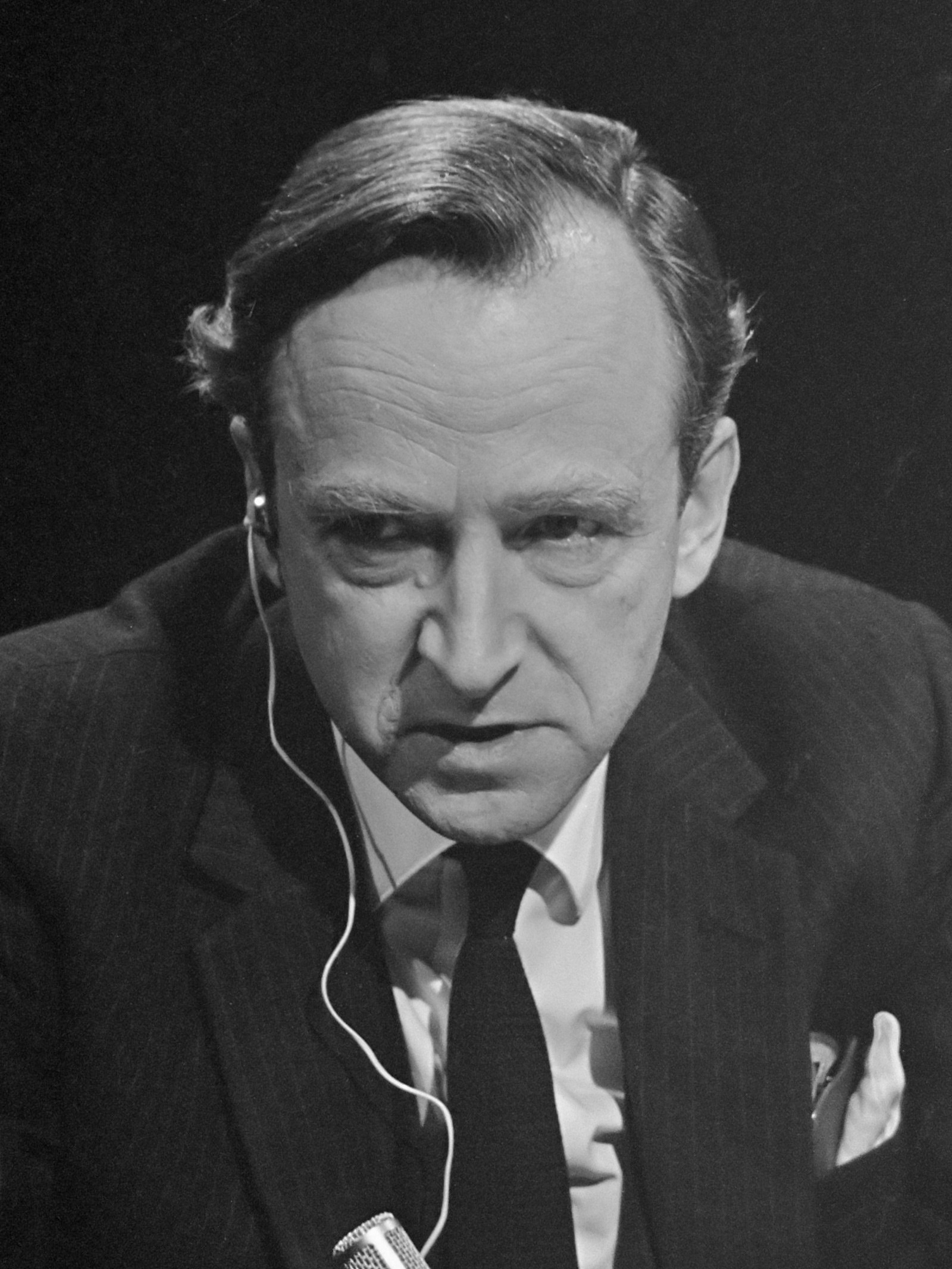
Robert Neild (1967)

Robert Ralph Neild (* 10. September 1924 in Peterborough; † 18. Dezember 2018) war ein britischer Wirtschaftswissenschaftler.
Robert Neild war Professor für Wirtschaftswissenschaften an der Universität Cambridge und Fellow des Trinity College in Cambridge. Er war der erste Direktor am Stockholm International Peace Research Institute von 1967 bis 1971.

## Leben
Robert Neild besuchte zunächst die Charterhouse School in Godalming. 1943 schloss er sich im Zuge des Zweiten Weltkriegs der Royal Air Force (RAF) an, wurde jedoch im Folgejahr ausgemustert. Stattdessen arbeitete er für das RAF Coastal Command in einem Forschungsteam, das sich mit dem Aufspüren von U-Booten beschäftigte. 1945 war er an Untersuchungen zum Einsatz von Flugzeugen bei Angriffen auf Bodenziele beteiligt. Er bereiste Deutschland, wo er unter anderem das KZ Bergen-Belsen und das nach dem Krieg stark zerstörte Hamburg in Augenschein nahm.
Ab Herbst 1945 studierte Neild am Trinity College. Da er zuvor bereits an RAF-Kurzseminaren in Cambridge teilgenommen hatte, konnte er seinen Bachelor-Abschluss bereits nach zwei Jahren erlangen. Zu seinen Hochschullehrern gehörte Piero Sraffa, mit dem er sich anfreundete, dessen Fähigkeit, ihm etwas beizubringen, er jedoch anzweifelte. Vor allem lernte Neild im Selbststudium, unter anderem nach Alfred Marshalls Principles of Economics. Er schloss das Studium schließlich mit Bestnote („First Class“) ab.
Über Sraffa lernte Neild den ungarischen Ökonomen Nicholas Kaldor kennen. Dieser wurde Leiter der Forschungs- und Planungsabteilung der Wirtschaftskommission für Europa in Genf. Neild arbeitete von 1947 bis 1951 ebenfalls für die Wirtschaftskommission, deren Geschäftsführer der schwedische Ökonom Gunnar Myrdal war. Kaldor und Myrdal hatten bedeutenden Einfluss auf Neilds weitere Entwicklung als Wirtschaftswissenschaftler. Von 1951 bis 1956 arbeitete Neild in der Ökonomischen Abteilung des Cabinet Office. Parallel erlangte er 1952 seinen Cambridge-Master-Abschluss.
1956 kehrte Neild an das Trinity College zurück, wo er zwei Jahre lang als Fellow und Dozent (Lecturer) Wirtschaftswissenschaften lehrte. Ihn störten jedoch der Einzelunterricht für Studenten, den er zusätzlich leisten musste, und das politische Klima an der Fakultät. 1958 wechselte er an das Londoner Wirtschaftsinstitut „National Institute of Economic and Social Research“. Dort arbeitete er zunächst als Redakteur des vierteljährlichen Wirtschaftsberichts und später bis 1964 als stellvertretender Direktor des Instituts. Von 1962 bis 1963 war er außerdem am Indienprojekt des MIT Center for International Studies beteiligt.
Nach dem Wahlsieg der Labour Party 1964 ernannte James Callaghan Neild zum Hauptwirtschaftsberater („Chief Economic Advisor“) des Finanzministeriums. Dieses Amt hatte er bis 1967 inne. Er gehörte außerdem dem Fulton Committee an, das 1966 bis 1968 einen Bericht über die Situation des britischen öffentlichen Dienstes erarbeitete. Von 1967 bis 1971 war er Direktor des Stockholm International Peace Research Institute (SIPRI). Unter seiner Leitung entstand das SIPRI-Jahrbuch, in dem der Stand der Aufrüstung dokumentiert wurde. Das Institut untersuchte den Waffenhandel und konnte als Teilerfolg durch Warnungen an die Regierungen dazu beitragen, dass chemische und biologische Waffen durch Verträge verboten wurden, wenn auch das Wettrüsten insgesamt nicht aufgehalten werden konnte.
1971 folgte Neild dem Ruf an die Universität Cambridge, wo er bis 1984 den Lehrstuhl für Wirtschaftswissenschaften innehatte. Nach seiner Emeritierung war er im Zuge des Fulbright-Visiting-Scholar-Programms Gastprofessor am Hampshire College (1985).

## Familie
Robert Neild war der Sohn von Ralph und Josephine Neild. Er war von 1957 bis 1961 mit Nora Clemens Sayre und von 1962 bis 1986 mit Elizabeth Walton Griffiths verheiratet. 2004 ehelichte er Virginia Matheson. Er hatte einen Sohn und vier Töchter.

## Forschung
Neild war ein Vertreter des Keynesianismus und ein Empiriker.
Um bessere ökonomische Vorhersagen für das „National Institute of Economic and Social Research“ erstellen zu können, untersuchte er während seiner dortigen Tätigkeit Hypothesen über Zusammenhänge zwischen Preisen, Löhnen und dem Trend der Produktivität. Seine Erkenntnisse veröffentlichte er 1963 in dem Werk Pricing and Employment in the Trade Cycle.
Mit Terry Ward entwickelte er Wege zur Verbesserung der britischen Haushaltspolitik (The Measurement and Reform of Budgetary Policy, 1978). Sie schlugen eine zeitgleiche Planung von Ausgaben und Steuern vor auf Basis einer konstanten Beschäftigung („Constant Employment Balance“). In ähnlicher Form wurde die „Structural Budget Balance“ zum Standard in der Europäischen Union. Mit Frank Hahn verfasste Neild 1981 einen offenen Brief, der sich gegen den von Margaret Thatcher propagierten Monetarismus wandte und von 364 Ökonomen unterschrieben wurde.
Nach seiner Emeritierung publizierte Neild unter anderem zum Thema Korruption (Public Corruption, 2002) und zeigte am Fallbeispiel der Austernpreise die Unterschiede zwischen dem britischen und französischen Wirtschaftssystem auf (The English, the French and the Oyster, 1995).
Neben seinen Verdiensten als Ökonom leistete Neild einen bedeutenden Beitrag zur Friedensforschung. So entwickelte er gemeinsam mit dem dänischen Forscher Anders Boserup (1940–1990) Strategien, wie man ohne Nuklearwaffen das Wettrüsten beenden könnte (The Foundations of Defensive Defence, 1990), und nutzte seinen Einfluss, um sie bekannt zu machen.

## Schriften
- Pricing and employment in the trade cycle: A study of British manufacturing industry, 1950–51. University Press, Cambridge 1963.
- mit Terence Sydney Ward: The Measurement and Reform of Budgetary Policy. Heinemann Educational Books, London 1978, ISBN 0-435-84880-1.
- Tax Policy in Papua New Guinea. Institute of National Affairs, Port Moresby 1980.
- How to Make Up Your Mind about the Bomb. A. Deutsch, London 1981, ISBN 0-233-97382-6.
- An Essay on Strategy: as it Affects the Achievement of Peace in a Nuclear Setting. Macmillan, Houndmills 1990, ISBN 0-333-52986-3.
- mit Anders Boserup: The Foundations of Defensive Defence. Macmillan, London 1990, ISBN 0-333-52998-7.
- The English, the French and the Oyster. Quiller Press, London 1995, ISBN 1-899163-12-3.
- Public Corruption. The Dark Side of Social Evolution. Anthem, London 2002, ISBN 1-8433-1065-1.
- Riches and Responsibility: The financial history of Trinity College. Granta Editions, Cambridge 2008.
- The Financial History of Cambridge University. Thames River Press, London 2012, ISBN 978-0-85728-515-7.